# Воронова, Галина Ивановна
Гали́на Ива́новна Во́ронова (16 [29] августа 1908, Нижний Новгород — 12 мая 2000, Киров) — советский хозяйственный, государственный и политический деятель.

## Биография
Родилась в 1908 году в Нижнем Новгороде в русской семье служащих.
В 1920—1925 годы — рабочая совхоза № 8 «Красный транспортник» в Сергачском уезде; затем работала сортировщицей-текстильщицей, секретарём, председателем фабричного комитета фабрики им. Кутузова в Нижнем Новгороде. В 1927 году принята в ВКП(б). В 1931—1933 годы училась на подготовительном отделении института марксизма-ленинизма в Горьком.
С 1933 года — на партийной работе: помощник начальника политотдела по женской работе в Шабалинской МТС (1933—1935), заместитель директора по политчасти Зуевской МТС (1935—1936); второй, затем — первый секретарь Молотовского (сельского) райкома партии (1936—1941). Окончила Ленинские курсы при ЦК ВКП(б).
В 1941—1946 годы — первый секретарь Свечинского райкома партии. С 1948 года, окончив двухгодичную Горьковскую партийную школу, — инструктор, заведующая сектором отдела партийных, профсоюзных и комсомольских органов, заместитель заведующего сельхозотделом, первый секретарь Оричевского райкома партии.
В 1954—1962 годы — инструктор, заместитель заведующего сельхозотделом Кировского обкома партии; в 1962—1964 — заведующая отделом кадров Кировского областного управления производства и заготовок сельскохозяйственных продуктов. В последующие годы работала секретарём парторганизации домоуправления № 9 (Киров).
Избиралась депутатом (от Кировской области) Совета Союза Верховного Совета СССР 2-го созыва (1946—1950); делегат XIX съезда КПСС (1952).
Умерла в Кирове в 2000 году.

## Награды
- орден Отечественной войны I степени (1945),
- орден «Знак Почёта» (1958),
- медали, в том числе:
  - «За доблестный труд в Великой Отечественной войне 1941—1945 гг.»,
  - «В ознаменование 100-летия со дня рождения Владимира Ильича Ленина»,
  - «Ветеран труда»,
- знак «50 лет пребывания в КПСС»[1].